# Семеновский, Дмитрий Николаевич
Дми́трий Никола́евич Семёновский (6 января (18 января) 1894, д. Меховицы Ковровского уезда (ныне Савинский район Ивановской области РФ)  — 10 марта 1960, Иваново) — русский советский поэт, прозаик, мемуарист. Член Союза писателей СССР.

## Биография

### Ранние годы
Дмитрий Николаевич Семёновский родился в семье деревенского священника Николая Николаевича Семёновского и швеи Варвары Ивановны Семёновской (в девичестве Троицкой) 6 января 1894 года в деревне Меховицы Ковровского уезда. Детство будущего поэта прошло в селе Меховицы, а затем в селе Юрьевское, недалеко от города Иванова.
Рано обучился грамоте, много читал. В семь лет мальчика отдали в церковноприходскую школу, построенную благодаря хлопотам Николая Николаевича Семёновского. В 1904 году Дмитрий Семёновский поступает в Шуйское духовное училище. В это время углубляется его интерес к литературе. Читает произведения А. С. Пушкина, М. Ю. Лермонтова, Н. А. Некрасова, сам начинает сочинять стихи. В 1909 году переходит из Шуйского духовного училища во Владимирскую духовную семинарию. В 1913 году был отчислен из 4 класса семинарии без права поступления в высшие учебные заведения за участие в забастовке учащихся.

### Начало литературной деятельности
Дальнейшую судьбу Дмитрия Семёновского определила его тяга к литературе. Еще в Шуе Семёновский начал писать стихи. В 1912 они были опубликованы в газетах «Невская звезда», «Правда», «Старый владимирец». В 1913 году, после исключения из духовной семинарии, он послал М. Горькому через журнал «Просвещение» несколько стихотворений. «Мне тоже нужно было зацепиться за что-то, найти в жизни свое место. Но идти в псаломщики я не хотел, а других перспектив — кроме сочинения стихов — не было. В этот переломный момент юности меня потянуло к Горькому».
М. Горький, ознакомившись со стихами, нашел их очень талантливыми, а самого Семёновского определил как перспективного поэта. «Искра божья у Вас, чуется, есть. Раздувайте ее в хороший огонь. Русь нуждается в большом поэте. Талантливых — немало, вон даже Игорь Северянин даровит! А нужен поэт большой, как Пушкин, как Мицкевич, как Шиллер, нужен поэт-демократ и романтик, ибо мы, Русь — страна демократическая и молодая».
Благодаря поддержке М. Горького в 1913 году он поступает народный университет А. Л. Шанявского в Москве, где знакомится с С. А. Есениным. Это знакомство очень повлияло на творческий путь обоих поэтов. О встречах с С. А. Есениным Дмитрий Семеновский оставит воспоминания, которые будут изданы в 1958 году.
В это же время Семеновский начинает сотрудничать с московскими журналами «Путь», «Живое слово» и петербургским еженедельником «За 7 дней». В 1914 году совместно с владимирским поэтом Яковым Коробовым издает в двух частях стихотворный сборник «Сребролунный орнамент» - пародии на творчество И. Северянина.
В 1916 Семёновский переселился в Иваново-Вознесенск, где работал сначала писцом в государственном банке (1916-1918), а затем в редакции газеты «Рабочий край». В это время он проявил себя как талантливый поэт лирик, и как публицист, критик, сатирик, прозаик. Переписка с М. Горьким продолжается, и с его помощью стихи Дмитрия Семёновского попадают на отзыв к А. Блоку. А. Блок серьезно отнесся к лирике Семёновского, написал о ней статью, в которой, отметив недостатки, признал и несомненность поэтического дарования молодого поэта. «Много рассеяно в этих стихах признаков живого дарования; многое поется, — видно, что многое и рождается из напева; рифма зовет рифму, иногда — новую, свою».

### Деятельность после революции
В 1919 году рассказ Семёновского «Жар-птица» был удостоен 1-й премии на конкурсе газеты "АгитРОСТА". 2-й премией был отмечен рассказ К. Федина, 3-й – А. Неверова. В Иваново-Вознесенске были изданы две книги стихов Дмитрия Семёновского — «Благовещание» (1922) и «Под голубым покровом» (1922).
В мае 1922 года произошла встреча Дмитрия Семёновского с его будущей женой Варварой Григорьевной, дочерью ивановского фабричного художника Григория Голубева. 15 мая 1923 года они расписались, вскоре у них родился сын – Николай.
Во второй половине 20-х годов – начале 30-х в Москве выходит ряд сборников стихов Семёновского: «Мир — хорош» (1927), «Земля в цветах» (1930, с предисловием М. Горького), «Путь» (1933). В Москве также вышли сборники рассказов: «Красный узор» (1921), «Хлеб» (1931). В это же период М. Горький привлекает Дмитрия Семёновского к сотрудничеству в журнале «Наши достижения». Также поэт примыкает к московской группе литераторов «Перевал».
В начале 30-х годов Семёновские настраиваются на переезд в Москву. Однако по ряду причин этот переезд не состоялся. Возможно, неудавшийся переезд помог избежать серьезных последствий в 1933 и 1937 году.
Об этом пишет жена поэта, Варвара Григорьевна, в письме П. А. Журову (22 декабря 1960 г.): «Жизнь у всех была тяжелая, а у нас особенно. Я и он в эти годы были очень бедны. А может быть, все к лучшему? Ведь за этими годами шел 1937 год. Чем бы он мог кончиться для Мити в Москве — неизвестно…».

### Арест
В 1933 году Дмитрий Семеновский был арестован. С 26 ноября по 19 февраля 1934 года находился под следствием в Ивановском отделении ОГПУ. Долгое время протокольные обстоятельства ареста Семёновского были неизвестны. И только в середине 1990-х годов были выяснены подробности этого дела.Дело Семёновского было непосредственно связано с якобы существовавшей в Иванове в начале 30-х годов анархической контрреволюционной организацией «Союз справедливых», которую возглавлял техник Михаил Григорьевич Егоров-Кремлев. В его группу, согласно протоколу, входили еще четыре ивановца и среди них трое журналистов из газеты «Рабочий край». Семеновского из этих четверых взяли в последнюю очередь по показаниям В. Д. Панова, который утверждал, что Дмитрий Семёновский был активным членом организации. Окончательный приговор в отношении Семеновского гласил: обвинение по статье 58–12, но при этом было решено зачесть в качестве наказания срок предварительного заключения и освободить поэта. Освобождение Дмитрия Семёновского связывают с заступничеством за него М. Горького, но никаких документов, подтверждающих этот факт, не сохранилось. Дмитрий Семёновский с предъявленным ему в 1933 году обвинением прожил всю оставшуюся жизнь. Оно было отменено 13 апреля 1989 года. Арест сильно повлиял на дальнейший творческий путь поэта. Он начинает поиски путей, благодаря которым искренность его творчества сочеталась бы с социалистической действительностью.

### Дальнейшее творчество
В 1934 году Дмитрий Семёновский участвует в 1-м Всесоюзном съезде писателей в качестве делегата. В 1936 году по заказу М. Горького была написана поэма «Сад». В это же время Семёновский работает над очерками и воспоминаниями: «Мстёра: Очерки» (1937), книгу воспоминаний «А. М. Горький: Письма и встречи» (1938). Особое место в творчестве Дмитрия Семёновского занимают переводы, важнейшим из которых становится стихотворный перевод «Слова о полку Игореве» (1939). Перевод Семёновского разделен на 11 частей с самостоятельными заглавиями. Семёновский в своем тексте сохраняет ряд архаичных выражений, оставляет не проясненными «темные места».
В период Великой Отечественной войны 1941-1945 Дмитрий Семёновский публиковал во фронтовых газетах и сборниках сатиру и патриотические стихи. Это время омрачает личное горе – гибель на фронте единственного сына Николая.
В послевоенные годы Семёновский выпустил книги стихов «Радуга» (1948) и «Огни мира» (1952).

### Смерть
Скончался 10 марта 1960 года в городе Иванове. Был похоронен на Сосневском кладбище.

## Творчество
Всего издано около 40 сборников стихотворений Дмитрия Семёновского.

### Сборники стихотворений
- «Сребролунный орнамент» // Владимир - 1914 (в двух частях)
- «Благовещание» // Иваново-Вознесенск - 1922
- «Под голубым покровом» // Иваново-Вознесенск - 1922
- «Мир — хорош» // Москва, Круг - 1927
- «Земля в цветах» // Москва - 1930 (предисловие М. Горького)
- «Путь» // Москва - 1933
- «Стихи» // Москва -1947
- «Радуга» // Иваново - 1948
- «Огни мира» // Москва - 1952

### Сборники рассказов
- «Красный узор» - 1921
- «Хлеб» - 1931
- Избранное - 1957

### Очерки
- «Село Палех и его художники» - 1932
- «Красный октябрь» - 1933
- «Перегнавшие Америку» - 1933
- «Обновленные поля: Из потребляющих в производящие» // Москва - 1933
- «Мстёра: Очерки» - 1937, 1939

### Воспоминания
- «А. М. Горький. Письма и встречи» - 1938
- «Есенин: Воспоминания» - 1958

### Переводы
- «Слово о полку Игореве» - 1939

## Дмитрий Семёновский в жизни
Все, кто вспоминает о Дмитрии Семёновском, непременно считают необходимым сказать о его кротком характере.
Известный ленинградский литературовед Д. Е. Максимов, сблизившись с Семёновским во время проживания в военные годы в Иванове, советовал своему ученику Павлу Куприяновскому: «Обязательно познакомьтесь — это хороший поэт и человек-голубь».
М. Дудин, вспоминая о своем приезде в Иваново после войны, писал о том, что один из первых его визитов был нанесен «своему наставнику, тишайшему человеку с голубыми глазами под навесом клочкастых бровей и неслышной походкой, с тихим хрипловатым голосом, произносящим только правду, к редкому русскому поэту Дмитрию Николаевичу Семёновскому».
Н. Смирнов в статье «Россия в цветах» так писал о своей первой встрече с Семёновском в редакции «Рабочего края» в 1919 году: «Тогда это был совсем еще молодой человек, хотя и казался старше из-за худобы и некоторой сутулости. Лицо его, внешне как будто будничное, сразу же, однако, запоминалось, в нем сквозили внутренняя одухотворенность и след неустанной поэтической мысли, и было в нем нечто изумленное, несколько напоминающее отрока Варфоломея на картине Нестерова <…> Скромный до наивности, не знающий и не понимающий, что такое зависть, Семёновский органически чуждался и литературных сплетен, и любых «фривольностей» — при этих разговорах лицо его становилось растерянно-обиженным, а улыбка — неловкой, и он, заложив ногу на ногу и опустив голову — любимая его поза, — много и молчаливо курил».

## Память
- В Иваново именем поэта назван переулок.
- В Иваново на улице 10 августа на доме №10,  где Семёновский жил более 30 лет, установлена мемориальная доска.
- В Ивановской областной научной библиотеке, в отделе краеведения и депозитарных фондов, хранится «Библиотека Д. Н. Семёновского». В коллекцию входят рукописи стихотворных сборников «Дни нашей жизни», «Умиление» и гранки с пометками автора.